# Freudenberg (Baden)
Freudenberg (pronunciación en alemán: /ˈfʁɔɪ̯dn̩ˌbɛʁk/ⓘ) es una localidad del distrito de Meno-Tauber en Baden-Wurtemberg, Alemania.

## Arreglo de la ciudad
La ciudad está formada por los siguientes distritos: Boxtal, Ebenheid, Freudenberg, Rauenberg y Wessental.